# Albánie na letních olympijských hrách
Albánie na letních olympijských hrách startovala celkem 10krát, poprvé na olympijských hrách v Mnichově v roce 1972 a od té doby vyslala delegaci na 9 z 15 letních her. Účastníky her zastupuje od roku 1972 Albánský olympijský výbor.
Toto je přehled historických milníků, účastí, medailového zisku a vlajkonošů na dané sportovní události.

## Historie
Albánie se poprvé zúčastnila letních olympijských her v Mnichově v roce 1972. Následující čtyři ročníky her vynechala, z toho tři z politických důvodů kvůli jejich bojkotu v letech 1980, 1984 a 1988, zpět se vrátila až na letní olympijské hry v Barceloně v roce 1992. Od té doby se účastní všech her. Sportovci z Albánie obvykle soutěží v disciplínách, jako je plavání, atletika, vzpírání, střelba a zápas. Právě v zápase země získala svou jedinou olympijskou medaili.

### Předolympijská historie
Albánie se poprvé zúčastnila kvalifikace na olympijský fotbal, a to v roce 1964. V úvodním kole se utkali s bulharským týmem, přičemž prohráli oba zápasy s výsledkem1:0 a nepostoupili do dalšího kola. Další pokus o kvalifikaci podnikli až na letních olympijských hrách v Mnichově v roce 1972. V úvodním kole se střetli s Rumunskem a prohráli oba zápasy 2:1, i přes góly Medina Zhegy a Panajota Pany. Dodnes se jedná o zatím poslední účast Albánie v kvalifikaci na olympijský fotbalový turnaj.
Mužský národní basketbalový tým se o kvalifikaci na letní olympijské hry pokoušel celkem dvakrát. Prvně se tým zúčastnil kvalifikace na olympiádu v roce 1972, kde sehrál tři zápasy, všechny prohrál, ovšem se dvěma těsnýma porážkama – proti Belgii 83:82 a proti Nizozemsku 84:81, což skončilo jako nejúspěšnější kvalifikace v jejich basketbalové historii.
Další účast přišla o 20 let později v předolympijském basketbalovém turnaji v roce 1992. Albánie soutěžila ve skupině A a získala první vítězství proti Švýcarsku 84:85, což bylo jejich jediné vítězství v této kvalifikaci. Albánie zde také těsně prohrála s Itálií 73:87 a Lotyšskem 78:94. Nakonec se umístili na 5. místě ve skupině a nepostoupili do play-off. Dodnes se jedná o zatím poslední účast Albánie v týmovém sportu na letních olympijských hrách.

### Olympijské počátky
Oficiálně se poprvé Albánie zúčastnila letních olympijských her v Mnichově v roce 1972 s celkem pěti sportovci ve dvou disciplínách: Fatos Pilkati a Afërdita Tusha soutěžili ve sportovní střelbě s volnou pistolí, Ismail Rama a Beqir Kosova ve sportovní střelbě s puškou vleže a Ymer Pampuri ve vzpírání mužů do 60 kg. Pampuri se zároveň stal prvním Albáncem, který překonal tehdejší olympijský rekord v disciplíně "military press", avšak tato disciplína byla po roce 1972 z olympiády vyňata.
Na letních olympijských hrách v Barceloně v roce 1992 za Albánii soutěžili Alma Qeramixhi v sedmiboji, Kristo Robo ve střelbě z rychlopalné pistole na 25 metrů, Enkelejda Shehu ve střelbě z pistole na 25 metrů, Frank Leskaj v plavání, Sokol Bishanaku a Fatmir Bushi ve vzpírání do 67,5 kg a Dede Dekaj ve vzpírání do 110 kg.

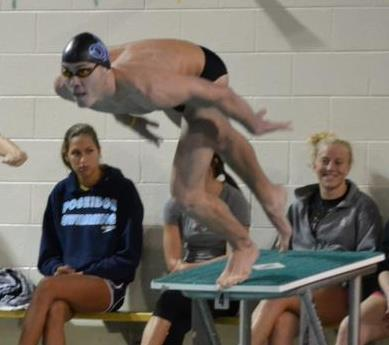
Sidni Hoxha reprezentující Albánii v plavání

Na letních olympijských hrách v Atlantě v roce 1996 soutěžilo celkem sedm albánských sportovců – čtyři ženy a tři muži. Vlajkonoškou byla atletka Mirela Manjaniová. Na dalších letních olympijských hrách v Sydney v roce 2000 měla Albánie delegaci dvou mužů a dvou žen.

### Olympiády 21. století
Na letních olympijských hrách v Athénách v roce 2004 soutěžilo za zemi sedm sportovců (dvě ženy a pět mužů), dalších letních olympijských her v Pekingu v roce 2008 se účastnilo celkem jedenáct albánských sportovců (čtyři ženy a sedm mužů).
Na letních olympijských hrách v Londýně v roce 2012 měla Albánie devět sportovců, z toho tři ženy a šest mužů. Romela Begaj, vlajkonoška Albánie, soutěžila ve vzpírání žen v kategorii do 58 kg a skončila na 9. místě s celkovým výkonem 216 kg. Nejlepšího výsledku na těchto hrách ale dosáhl vzpěrač Briken Calja, když skončil na 6. místě ve vzpírání mužů v kategorii do 69 kg s výkonem 320 kg. Calja se účastnil také her v Riu de Janeiru v roce 2016, ve vzpírání v kategorii do 69 kg, kde skončil na 5. místě s výkonem 326 kg.
Na letních olympijských hrách v Tokiu v roce 2020 soutěžil Briken Calja v kategorii do 73 kg. Evropský šampion ve vzpírání z roku 2018 zde dosáhl nejlepšího výsledku v celé historii Albánie na letních olympijských hrách, když skončil na 4. místě. Významnou sportovnkyní her se stala také atletka Luiza Gega, jež se stala první atletkou z Albánie, která se kvalifikovala do finále v atletice na olympijských hrách. V závodě na 3000 metrů překážek žen skončila na 5. místě s časem 9:23.85, což jí stačilo na postup. Ve finálovém běhu skončila na 13. místě.
Na letních olympijských hrách v Paříži v roce 2024 se Albánii podařilo získat první olympijskou medaili, když Chermen Valiev získal bronz v zápase ve volném stylu v kategorii mužů do 74 kg.

## Účast na letních olympijských hrách
| Dějiště LOH            | LOH      | Vlajkonoš                        | Účastníci | Zlatá medaile | Stříbrná medaile | Bronzová medaile | Celkem |
| ---------------------- | -------- | -------------------------------- | --------- | ------------- | ---------------- | ---------------- | ------ |
| 1972 Mnichov           | LOH 1972 | Ymer Pampuri                     | 5         |               |                  |                  | 0      |
| 1976 Montréal          | 1976     |                                  |           |               |                  |                  | Ne     |
| 1980 Moskva            | 1980     |                                  |           |               |                  |                  | Ne     |
| 1984 Los Angeles       | 1984     |                                  |           |               |                  |                  | Ne     |
| 1988 Soul              | 1988     |                                  |           |               |                  |                  | Ne     |
| 1992 Barcelona         | LOH 1992 | Kristo Robo                      | 7         |               |                  |                  | 0      |
| 1996 Atlanta           | LOH 1996 | Mirela Manjaniová                | 7         |               |                  |                  | 0      |
| 2000 Sydney            | LOH 2000 | Ilirjan Suli                     | 4         |               |                  |                  | 0      |
| 2004 Athény            | LOH 2004 | Klodiana Shala                   | 7         |               |                  |                  | 0      |
| 2008 Peking            | LOH 2008 | Sahit Prizreni                   | 11        |               |                  |                  | 0      |
| 2012 Londýn            | LOH 2012 | Romela Begaj                     | 11        |               |                  |                  | 0      |
| 2016 Rio de Janeiro    | LOH 2016 | Luiza Gega                       | 6         |               |                  |                  | 0      |
| 2020 Tokio             | LOH 2020 | Luiza Gega a Briken Calja        | 9         |               |                  |                  | 0      |
| 2024 Paříž             | LOH 2024 | Zelimkhan Abakarov a Kaltra Meca | 8         |               |                  | 1                | 1      |
| Celkem                 | 10       |                                  |           | 0             | 0                | 0                | 0      |
| Zdroj na Olympedia.org |          |                                  |           |               |                  |                  |        |

## Albánští medailisté na olympiádě
Albánským sportovcům se podařilo získat medialové úspěchy již na několika olympijských hrách, kterých se ovšem zúčastnili pod vlajkami jiných zemí, zejména pak Kosova. Zde je jejich přehled:
- Mirela Manjani soutěžila za Albánii na letních olympijských hrách v Atlantě v roce 1996, ale na letních olympijských hrách v Sydney v roce 2000 se rozhodla reprezentovat Řecko v hodu oštěpem, kde získala stříbrnou medaili, stejně jako bronz na hrách v roce 2004[4]
- Kosovský Albánec Luan Krasniqi, narozený v Juniku, získal bronzovou medaili za Německo ve těžké váze boxu na letních olympijských hrách v Atlantě v roce 1996[5]
- Fatmire Alushi, narozená v Istoku v Kosovu, získala bronzovou medaili ve fotbale za německý ženský národní tým na letních olympijských hrách v Pekingu v roce 2008. Je první kosovskoalbánskou ženou, která vyhrála medaili ve fotbale na letních olympijských hrách
- Kosovare Asllani s albánskými kořeny soutěžila za Švédsko ve fotbale na letních olympijských hrách. Vyhrála stříbro nejprve v roce 2016 a poté i na dalším ženském turnaji v Tokiu, v roce 2020. Je první kosovskoalbánskou ženou, která získala stříbrnou medaili ve fotbale na letních olympijských hrách[6]
- Majlinda Kelmendi, judistka narozená v Peći v Kosovu, soutěžila za Albánii na letních olympijských hrách v roce 2012 v judu. V roce 2016 na letních olympijských hrách ovšem soutěžila za Kosovo a získala zlatou medaili v judu v kategorii do 52 kg po vítězství nad Odette Giuffridovou ve finále, čímž získala první medaili pro Kosovo na letních olympijských hrách[7]
- Distria Krasniqi je kosovská judistka s albánským etnickým původem, která soutěžila za Kosovo na letních olympijských hrách v roce 2020 v judu v kategorii do 48 kg a ve finále porazila Funu Tonakiovou, čímž získala druhou zlatou medaili pro Kosovo[8]
- Nora Gjakova je kosovská judistka. Debutovala v judu na letních olympijských hrách v roce 2020 v kategorii do 57 kg, kde ve finále porazila Francouzku Sarah-Léonie Cysiquovou a získala tak již třetí medaili pro Kosovo[9]

Řada etnických Albánců, kteří na letních olympijských hrách soutěžili za Jugoslávii také získali medaile v různých sportovních soutěžích:
- Shaban Tërstena byl albánský zápasník, který reprezentoval Jugoslávii na letních olympijských hrách v letech 1984 a 1988. Získal zlatou medaili na olympiádě v Los Angeles v roce 1984 a také stříbrnou medaili na olympiádě v Soulu v roce 1988. Je nejúspěšnějším zápasníkem Jugoslávie na letních olympijských hrách a v roce 1984 byl vyhlášen nejlepším sportovcem Jugoslávie, jako druhý etnický Albánec po Sejdiuovi, který to dokázal v roce 1977.
- Aziz Salihu soutěžil v boxu za Jugoslávii na letních olympijských hrách v roce 1984 a získal bronzovou medaili v supertěžké váze
- Shaban Sejdiu je albánský zápasník, který za Jugoslávii na olympiádě získal dvakrát bronz, poprvé v Moskvě v roce 1980 a podruhé v Los Angeles v roce 1984. Byl prvním etnickým Albáncem, který získal více medailí za Jugoslávii na olympijských hrách

Celkem albánští sportovci získali na letních olympijských hrách 14 medailí, z nichž čtyři byly zlaté, dvě stříbrné a šest bronzových, v různých sportovních disciplínách a za různé země v průběhu historie.